# 久保陽一
久保 陽一（くぼ よういち、1943年11月 - ）は、日本の哲学者。駒澤大学名誉教授。専門はドイツ観念論、ヘーゲル研究。

## 略歴
上海生まれ。滋賀県に引き揚げた後、上京。東京学芸大学附属小金井中学校、東京教育大学附属駒場高校を経て、1962年東京大学入学。1966年東京大学文学部哲学科卒業、1972年同大学院人文科学研究科博士課程単位取得退学。在学中は渡邊二郎に師事。
1972年調布学園女子短期大学専任講師、1976年助教授、1978年駒沢大学文学部講師、1979年助教授、1986年教授、2006年総合教育研究部教授に配置換え。2014年定年退職、名誉教授。
1991年「形而上学への道 初期ヘーゲルにおける合一哲学の展開」で、文学博士（東京大学）の学位を取得。

## 著書
- 『初期ヘーゲル哲学研究 合一哲学の成立と展開』東京大学出版会 1993.2
- 『ヘーゲル論理学の基底 反省批判と関係の存在論』創文社 1997.2
- 『ドイツ観念論への招待』放送大学 2003.3
- 『生と認識 超越論的観念論の展開』知泉書館 2010.8

## 共編著
- 『西洋哲学史 根源知の成立と展開』国嶋一則共編著 公論社 1997.4
- 『原典による哲学の歴史』麻生享志、河谷淳共編著 公論社 2002.5
- 『ヘーゲル体系の見直し』理想社 2010.6
- 『シェリング著作集2 超越論的観念論の体系』小田部胤久共編・解説 文屋秋栄 2022 - 序言訳

## 翻訳
- 『信仰と知』G.W.F.ヘーゲル 公論社 1976
- 『ヘーゲル、ヘルダーリンとその仲間 ドイツ精神史におけるホンブルク』クリストフ・ヤメ、オットー・ペゲラー編著 公論社 1985.12
- 『神話芸術現実』クリストフ・ヤメ 仲正昌樹共訳 公論社 1998.7
- 『導入としての現象学』ハンス・フリードリッヒ・フルダ 高山守共訳 法政大学出版局 2002.5 (叢書・ウニベルシタス)

## 参考
- J-GLOBAL
- Bookweb